# Hey! Say! BEST
Hey! Say! BEST(일본어: ヘイ セイ ベスト, 헤이! 세이! 베스트)는 일본의 남성 아이돌 그룹 Hey! Say! JUMP 내의 유닛이다. 기간 한정 유닛의 Hey! Say! 7에 대해서는 관련 유닛을 참조.
Hey! Say! BEST의 「BEST」은 「Boys Excellent (Expert) Select Team」의 머리글자에 따왔다.

## 멤버
- 아리오카 다이키 (有岡 大貴, 1991년 4월 15일 ~ , A형, 지바현)
- 타카키 유야 (髙木 雄也, 1991년 3월 26일 ~ , O형, 오사카부)
- 이노오 케이 (伊野 尾慧, A형, 사이타마현)
- 야오토메 히카루 (八乙女 光, O형, 미야기현)
- 야부 코타 (薮 宏太, A형, 가나가와현)

## 연혁

### 2007년
- 9월 24일 《JOHNNYS'Jr. Hey Say 07 in YOKOHAMA ARENA》에서 결성이 발표되어 《HEY!HEY!HEY! MUSIC CHAMP》에서 생중계 되었다.[1]
- 11월 3일부터 레귤러 프로그램 H《i! Hey! Say!》에서, 야오토메, 야부가 메인 레귤러 출연 개시.

### 2009년
- 10월 10일부터 《Hi! Hey! Say!》의 후속 프로그램으로서 《주말 YY JUMPing》이 방송 개시. 전 프로그램에서 계속해 야오토메와 야가 레귤러 출연.[2]

### 2011년
- 4월 16일부터 《주말 YY JUMPing》의 후계 프로그램으로 《양양 JUMP》가 방송 개시. ※2011년 11월 13일까지는 Hey! Say! JUMP가 레귤러 출연하고 있었지만, 같은 해 11월 20일 이후는 야오토메, 야부만 레귤러.

### 2014년
- 1월 ~ 3월 쿨의 연속 드라마 《다크시스템 사랑의 왕좌결정전》에 야오토메, 이노오가 출연. 이 드라마에서 야오토메는 단독 첫 주연을 완수했다.
- 4월 1일부터 화요일 《히루난데스!》에 아리오카, 야오토메가 레귤러 출연.
- 4월 4일부터 라디오 《JUMP da 베이베!》에 아리오카, 타카키가 레귤러 출연.

### 2015년
- 4월 4일부터 라디오 《라지라-!새터데이》에 이노오, 야오토메가 레귤러 출연.

### 2017년
- 6월 ~ 8월 쿨, 연속 드라마 《고식 로봇》에 아리오카, 야오토메, 타카키가 주연.

### 2018년
- 무대 《장미와 백조》 (2018년 5월 27일 ~ 7월 1일)에 야오토메, 타카기가 출연.

### 2021년
- 드라마 《준교수 ・ 타카츠키 아키라의 짐작 시즌2》(2021년 8월 7일 ~ 11월 28일)에서 이노오가 드라마 단독 첫 주연을 완수한다.

### 2022년
- 2022년 1월 29일, 야오토메 히카루가 돌발성 난청에 의한 치료를 위해, 같은 날부터 연예 활동을 일시 중지하는 것을 MC를 맡는 《라지라-!새터데이》(NHK 라디오 제1)에서 발표하고 당분간은 4명으로 활동한다.

- 11월 12일, NHK 라디오 제1 《라지라-!새터데이》 내에서 올해 1월부터 돌발성 난청으로, 예능 활동을 휴지하고 있던 야오토메가 활동 재개를 발표.

## 오리지널 곡

### 음원화된 노래
- ス・リ・ル(스릴) (작사: 쿠보타 요지, 작곡: 타나카 나오, 랩가사:야오토메 히카루) - JASRAC 작품 코드: 148-2030-7 (Hey! Say! JUMP 명의)
- スパイシー(스파이시) (작사·작곡: 시미즈 아키오) - JASRAC 작품 코드: 153-1069-8(Hey! Say! JUMP 명의)
- スクールデイズ(스쿨 데이즈) (작사: 모리즈키 캐스, 작곡: 카와바타 요시로) - JASRAC 작품 코드: 161-6300-1
- Score (작사: 야부 코타, 작곡: Joey Carbone & Steven Lee, 편곡: 마에구치 와타루, 랩가사: 야오토메 히카루) - JASRAC 작품 코드: 168-5392-0
- Screw (작사: 야부 코타, 작곡: 마키노 야스지, 편곡: 이시즈카 토모키) - JASRAC 작품 코드: 178-3454-6
- スナップ(스냅) (작사: 야부 코타, 작곡: 카토 유스케, 편곡: 이시즈카 토모키) - JASRAC 작품 코드: 186-1058-7 (Hey! Say! JUMP 명의)
- スクランブル(스크램블) (작사: 야부 코타, 작곡: 류, 편곡: 스즈키 마사야) - JASRAC 작품 코드: 194-0917-6
- スギルセツナ 스기루세츠나[*](슬퍼 너무나) (작사: kenko-p, 작곡·편곡: soar, 스트링스 어레인지: Dong-uk Lee) - JASRAC 작품 코드: 709-4292-7
- スーツデイズ(수트 데이즈)（작사: 모리즈키 캐스, 작곡: 카와바타 요시로, 편곡: 사토 타이쇼) - JASRAC 작품 코드: 203-6532-2
- スルー(스루) (작사: Vandrythem, 작곡: DAICHI, Koudaiii, 편곡:Shunsuke Harada) - JASRAC 작품 코드: 712-4447-6
- Speed It Up (작사: Taka Ruscar, 작곡: STEVEN LEE, Anders Wigelius, Erik Wigelius, Drew Ryan Scott, 편곡: Erik Wiggle's) - JASRAC 작품 코드: 7C8-7471-0
- スタートデイズ(스타트 데이즈) (작사·작곡: twelvelayers, 편곡: Tomoki Ishizuka) - JASRAC 작품 코드: 229-1100-6
- スンダDance(스댄Dance) (작사: m.piece, 작곡·편곡: Kazumi Mitome)[3]

### 미음원화곡
- Switch (작사: 후루야 마코토, 작곡: 모리구치 토모미) - JASRAC 작품 코드: 155-8382-1
- Sweet Chilli Sause (작사: MICRO, 작곡: MICRO, 후지 모토카, 편곡: 후지 모토카)

## 출연

### 버라이어티
- Hi! Hey! Say! (2007년 11월 3일 ~ 2009년 9월 26일, TV 도쿄) - 야부, 야오토메 메인. Hey! Say! BEST로 라이브 출연[4]
- 주말 YY JUMPing (2009년 10월 10일 ~ 2011년 3월 26일, 닛폰 TV) - 야부, 야오토메
- 히루난데스! (2014년 4월 1일 ~ , 화요일 정규, 닛폰 TV) - 아리오카, 야오토메

### CM
- 하우스 식품 〈오자크〉 (2008년 7월 ~ )ref>《하우스 〈오자크〉 <스파이시 카레맛> <베이징 오리맛> 7월 7일부터 9월 1일까지 기간 한정으로 전국 발매》. 하우스 식품. 2008년 6월 25일. 2018년 5월 4일에 확인함.</ref>
- 닌텐도
  - Wii 소프트 〈작동 인간〉 (2008년 11월 ~ ) - 다카기, 이노오, 야오토메[5]
  - Wii 소프트 〈DECA SPORTA|DECA SPORTA2〉(2009년 4월 ~ )[6][7]

### 라디오
- JUMP da 베이베이! (2014년 4월 4일 ~ , bayfm, 매주 금요일 24:30 ~ 24:58) - 아리오카, 다카기
- 라지라! 새터데이 (2015년 4월 4일 ~ 2024년 3월 30일, NHK 라디오 제1, 매주 토요일 20:05 ~ 20:55) - 이노오, 야오토메